# Марко Вукчевич (футболіст)
Марко Вукчевич (чорн. Марко Вукчевић / Marko Vukčević, нар. 7 червня 1993, Подгориця) — чорногорський футболіст, захисник боснійського клубу «Борац» (Баня-Лука).
Виступав, зокрема, за клуби «Олімпія» (Любляна) та УТА (Арад), а також національну збірну Чорногорії.
Чемпіон Словенії. Володар Кубка Словенії.

## Клубна кар'єра
Народився 7 червня 1993 року в місті Подгориця. Вихованець футбольної школи клубу «Будучност». Дорослу футбольну кар'єру розпочав 2010 року в основній команді того ж клубу, в якій провів три сезони, взявши участь у 52 матчах чемпіонату. 
Своєю грою за цю команду привернув увагу представників тренерського штабу клубу «Олімпія» (Любляна), до складу якого приєднався 2013 року. Відіграв за команду з Любляни наступні два сезони своєї ігрової кар'єри. Більшість часу, проведеного у складі люблянської «Олімпії», був основним гравцем захисту команди.
Згодом з 2015 по 2021 рік грав у складі команд «Воєводина», «Олімпія» (Любляна), «Будучност», «Інтер» (Запрешич), «Пайкан», «Грбаль» та «Подгориця».
У 2021 році уклав контракт з клубом УТА (Арад), у складі якого провів наступні два роки своєї кар'єри гравця. Граючи у складі УТА також здебільшого виходив на поле в основному складі команди.
Протягом 2023—2024 років захищав кольори клубу «Вараждин».
До складу клубу «Борац» (Баня-Лука) приєднався 2024 року. Станом на 18 вересня 2024 року відіграв за команду з Баня-Луки 3 матчі в національному чемпіонаті.

## Виступи за збірні
У 2010 році дебютував у складі юнацької збірної Чорногорії (U-19), загалом на юнацькому рівні взяв участь у 14 іграх, відзначившись 5 забитими голами.
Протягом 2011–2014 років залучався до складу молодіжної збірної Чорногорії. На молодіжному рівні зіграв у 14 офіційних матчах, забив 3 голи.
У 2015 році дебютував в офіційних матчах у складі національної збірної Чорногорії.
| Дата       | Місто                  | Господарі            | Результат | Гості                | Турнір                               | Голи | Примітки |
| ---------- | ---------------------- | -------------------- | --------- | -------------------- | ------------------------------------ | ---- | -------- |
| 8-6-2015   | Віборг (муніципалітет) | Данія                | 2 – 1     | Чорногорія           | товариський матч                     | -    | 75'      |
| 7-10-2020  | Подгориця              | Чорногорія           | 1 – 1     | Латвія               | товариський матч                     | -    |          |
| 13-10-2020 | Подгориця              | Чорногорія           | 1 – 2     | Люксембург           | Ліга націй УЄФА 2020-2021 - 1-й етап | -    | 79'      |
| 17-11-2020 | Подгориця              | Чорногорія           | 4 – 0     | Кіпр                 | Ліга націй УЄФА 2020-2021 - 1-й етап | -    |          |
| 27-3-2021  | Подгориця              | Чорногорія           | 4 – 1     | Гібралтар            | Відбір до ЧС 2022                    | -    |          |
| 2-6-2021   | Сараєво                | Боснія і Герцеговина | 0 – 0     | Чорногорія           | товариський матч                     | -    |          |
| 4-9-2021   | Ейндговен              | Нідерланди           | 4 – 0     | Чорногорія           | Відбір до ЧС 2022                    | -    | 57' 78'  |
| 13-11-2021 | Подгориця              | Чорногорія           | 2 – 2     | Нідерланди           | Відбір до ЧС 2022                    | -    |          |
| 24-3-2022  | Єреван                 | Вірменія             | 1 – 0     | Чорногорія           | товариський матч                     | -    |          |
| 4-6-2022   | Подгориця              | Чорногорія           | 2 – 0     | Румунія              | Ліга націй УЄФА 2022-2023 - 1-й етап | 1    | 79'      |
| 7-6-2022   | Гельсінкі              | Фінляндія            | 2 – 0     | Чорногорія           | Ліга націй УЄФА 2022-2023 - 1-й етап | -    |          |
| 11-6-2022  | Подгориця              | Чорногорія           | 1 – 1     | Боснія і Герцеговина | Ліга націй УЄФА 2022-2023 - 1-й етап | -    | 90+2'    |
| 14-6-2022  | Бухарест               | Румунія              | 0 – 3     | Чорногорія           | Ліга націй УЄФА 2022-2023 - 1-й етап | -    | 46'      |
| 26-9-2022  | Подгориця              | Чорногорія           | 0 – 2     | Фінляндія            | Ліга націй УЄФА 2022-2023 - 1-й етап | -    | 63'      |
| 17-6-2023  | Подгориця              | Чорногорія           | 0 – 0     | Угорщина             | Відбір до ЧЄ 2024                    | -    | 72'      |
| 20-6-2023  | Подгориця              | Чорногорія           | 1 – 4     | Чехія                | товариський матч                     | -    |          |
| 10-9-2023  | Подгориця              | Чорногорія           | 2 – 1     | Болгарія             | Відбір до ЧЄ 2024                    | -    | 84'      |
| 12-10-2023 | Подгориця              | Чорногорія           | 3 – 2     | Ліван                | товариський матч                     | -    | 58'      |
| 16-11-2023 | Подгориця              | Чорногорія           | 2 – 0     | Литва                | Відбір до ЧЄ 2024                    | -    | 82'      |
| 19-11-2023 | Будапешт               | Угорщина             | 3 – 1     | Чорногорія           | Відбір до ЧЄ 2024                    | -    | 55'      |
| 25-3-2024  | Бозтепе                | Чорногорія           | 1 – 0     | Північна Македонія   | товариський матч                     | -    | 61'      |
| 5-6-2024   | Брюссель               | Бельгія              | 2 – 0     | Чорногорія           | товариський матч                     | -    | 70'      |
| 9-6-2024   | Подгориця              | Чорногорія           | 1 – 3     | Грузія               | товариський матч                     | -    | 28'      |
| 6-9-2024   | Рейк'явік              | Ісландія             | 2 – 0     | Чорногорія           | Ліга націй УЄФА 2024-2025 - 1-й етап | -    | 60'      |
| 9-9-2024   | Никшич                 | Чорногорія           | 1 – 2     | Уельс                | Ліга націй УЄФА 2024-2025 - 1-й етап | -    | 74'      |
| Усього     |                        | Матчів               | 25        |                      | Голів                                | 1    |          |

## Титули і досягнення
- Чемпіон Словенії (1):

«Олімпія» (Любляна): 2017-2018
- Володар Кубка Словенії (1):

«Олімпія» (Любляна): 2017-2018